# Bruxella 1238
Bruxella 1238 is een museum in Brussel-stad. Het bestaat uit een archeologische vindplaats van een klooster van franciscaanse monniken dat hier vanaf 1238 werd gebouwd. Het klooster werd in 1799 afgebroken en restanten werden in 1988 opnieuw ontdekt onder de Beursstraat. Naast de ruïnes worden er archeologische vondsten getoond en geeft de site een inkijk in het beroep van een archeoloog. In de voormalige crypte zijn een aantal graven van prominenten bewaard gebleven, waaronder dat van hertog Jan I van Brabant. De overblijfselen bevinden zich onder en rond de Beurs in het centrum van de stad.

## Minderbroederklooster
Het oorspronkelijke klooster werd vanaf 1238 gebouwd door franciscaanse bedelmonniken, ook wel minderbroeders genaamd. Ze waren in 1230, nauwelijks vier jaar na de dood van Franciscus van Assisi, in de snel groeiende Zennestad verschenen. Hun preken op straat en hulp aan de bevolking werden enthousiast onthaald. Aanvankelijk waren ze gevestigd rond een Mariakapelletje 'Vogelenzang', maar al snel kregen ze toestemming om een klooster op te trekken. Het lag nabij de Sint-Niklaaskerk aan de Zenne.

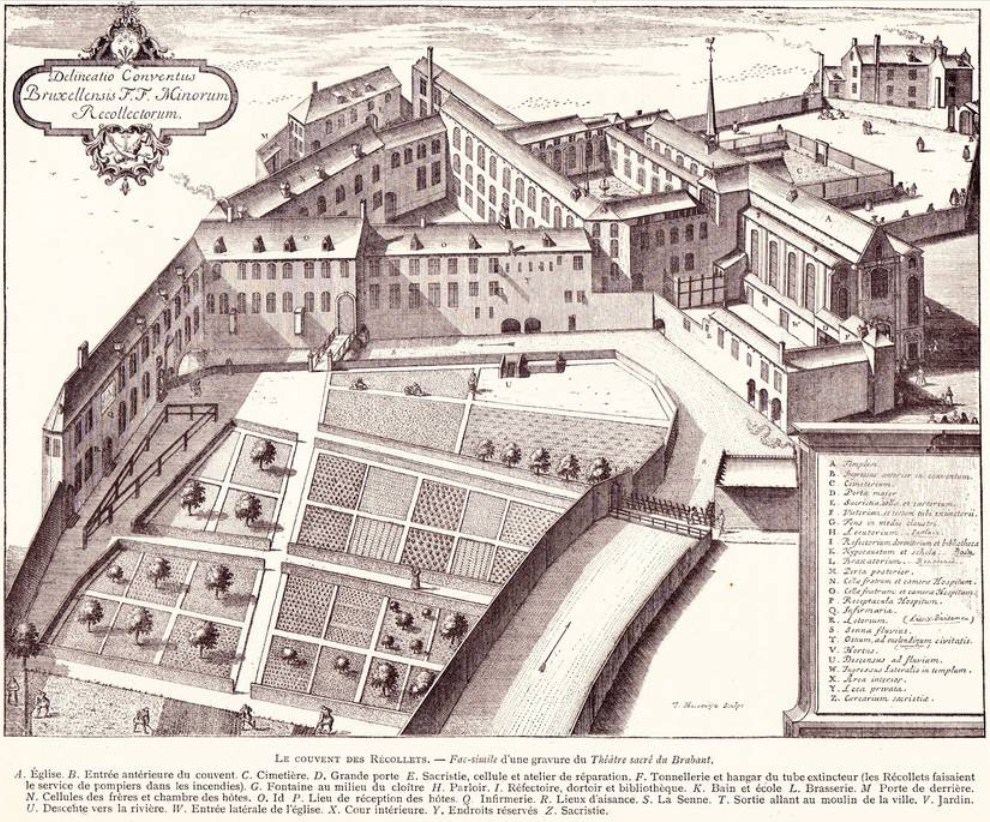
Het 17e-eeuwse klooster afgebeeld door Jacob Harrewijn.

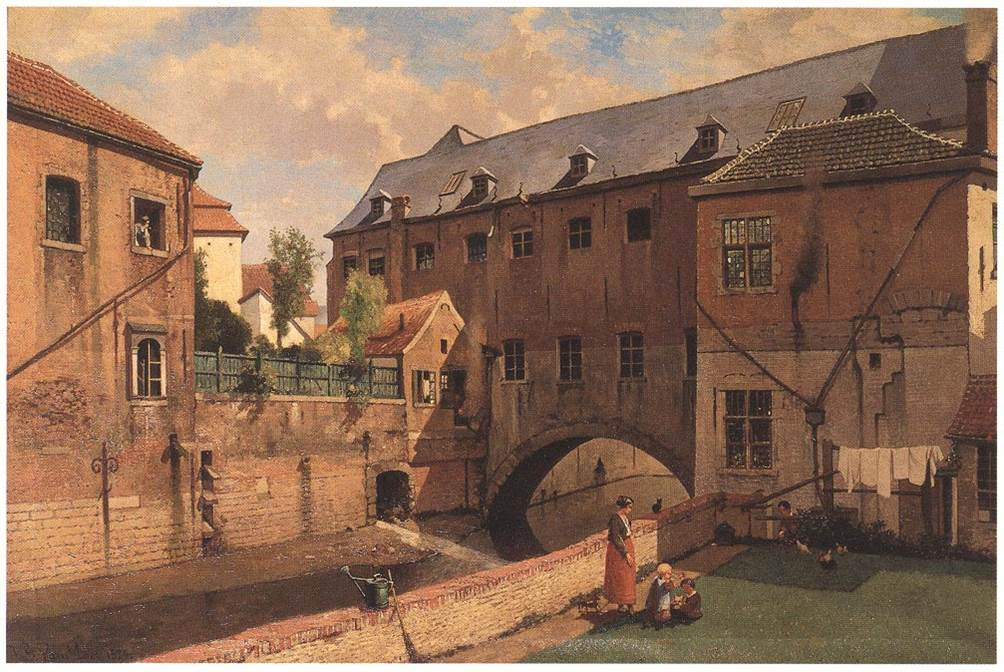
De oude recolettenbrouwerij overspande de Zenne (Jean Baptiste Van Moer, ca. 1870).

In het klooster werd hertog Jan I van Brabant (ca. 1253-1294) begraven, evenals zijn vrouw Margaretha en zijn dochter Maria. Hij was de overwinnaar van de Slag bij Woeringen (1288) en wordt verder herinnerd om sprankelende minnegedichten zoals Harbalorifa en minneliederen zoals Eens meien morgen vroe. Volgens de bronnen werd hij more teutonico begraven, d.w.z. dat zijn lijk was gekookt.
Het klooster nam een grote plaats in binnen het stadsleven. Het had een gasthuis, een school, een bibliotheek en zelfs een opslagplaats voor brandslangen (de bedelorden fungeerden toen als brandweer). Voorts een brouwerij, een kuiperij en een kerkhof. De nachtklok van het klooster herkenden de Brusselaars als 'broedertijd'.
Begin 16e eeuw deed zich een pijnlijke broederstrijd voor binnen de franciscanerorde. Onder zachte dwang werd het Brusselse klooster in 1517 in het recollettenkamp binnengeleid.
De Geuzenrevolte barstte los in Brussel en liet haar sporen na in het recollettenklooster. Op 5 juni 1568 werden de onthoofde lijken van Egmond en Horne de kerk binnengedragen. Minder dan tien jaar later was het tij gekeerd. De opstandelingen hadden in Brussel een republiek gevestigd. Tijdens de radicalisering van 1579 werd het klooster en het provincialaatshuis bestormd. Het hoogkoor met het graf van hertog Jan werd daarbij vernield.
Deze episode werd spoedig gevolgd door een katholieke restauratie. In 1599 werd de Spaanse recollet Andres de Soto biechtvader van de infante Isabella en zakte hij af naar het Brusselse recollettenconvent. Hij hielp ook het vernielde klooster van Boetendaal herlanceren (1604). Onder Albrecht en Isabella werden de gebouwen in Brussel hersteld en uitgebreid. Het hoogkoor werd vernieuwd in barokstijl en het vernielde graf van Jan I en Margaretha werd vervangen door een barokmonument met nieuwe gisanten. In 1618 deed de katholieke propaganda een spectaculaire zet. Minderbroeders groeven in het diepste geheim de relieken van de martelaren van Gorcum op en droegen ze in processie naar het klooster in Brussel. Daar kregen ze een schrijn en werden ze voortaan vereerd.
Van 1667 tot 1670 heerste de pest binnen de wallen van Brussel. De minderbroeders stonden de bevolking bij en hadden zelf zestien doden te betreuren. Uit dank voor hun opoffering schonk de stad een nieuwe barokgevel voor hun kerk. Die was maar kort te bezichtigen, want in 1695 verwoestten de Franse bombardementen het klooster en de rest van de benedenstad (op dat moment was de Negenjarige Oorlog gaande). Een groot deel van de kloosterarchieven en -kunstwerken ging in vlammen op.
Een nieuwe heropbouwcampagne deed het klooster nogmaals herrijzen. Het definitieve einde kwam met de Franse opheffingswet van 1796. In uitvoering hiervan werden het vijftigtal recolletten onder eerste consul Napoleon Bonaparte verdreven en verspreid (1799). De kerk en het klooster werden verkocht als nationaal goed en afgebroken. Het martelarenschrijn verhuisde naar de naburige Sint-Niklaaskerk.

## Verdere geschiedenis
Op de vrijgekomen plaats kwam van 1799 tot 1871 de Botermarkt. Vanaf 1865 werd de Zenne, die eens tegen de kloostermuren had gespoeld, rechtgetrokken en overwelfd. Na deze werken moest de Botermarkt op zijn beurt wijken voor de Beurs. Het grootkapitaal was neergestreken bij de bedelmonniken.

## Opgravingen
In 1988 werden in de Beursstraat de restanten teruggevonden van het klooster. Het archeologische werk werd gedaan door een groep onder leiding van Pierre-Paul Bonenfant, een geschiedkundige en archeoloog die verbonden was aan de Université libre de Bruxelles. Van hertog Jan I zijn nog de vijf pijlers aangetroffen waarop zijn barokke cenotaaf rustte. Zijn gebeente was allicht al verdwenen onder de Brusselse republiek.

## Museum
Met subsidie van Brussel-stad en De Volksverzekering werden de ruïnes toegankelijk gemaakt voor het publiek. Bruxella 1238 was gelieerd aan Museum van de Stad Brussel op de Grote Markt. Bij de restauratie van het Beursgebouw tot 2023 werd Bruxella 1238 ook gerestaureerd en heringericht, met een inleidende tentoonstellingsruimte over het vroegere klooster en het bierverhaal van Jan I 'Primus'. Sinds de opening van Belgian  Beer World in de Beurs van Brussel worden tickets voor de gerestaureerde archeologische site daar verkocht.
| Blootgelegde fundamenten |
| Blootgelegde fundamenten |